# أيوب العملود
أيوب العملود (مواليد 8 أبريل 1994) هو لاعب كرة قدم مغربي محترف، يلعب حاليًا في صفوف نادي برسبوليس الإيراني و‌منتخب المغرب لكرة القدم في مركز الظهير الأيمن.

## مسيرته الدولية
شارك العملود لأول مرة مع منتخب المغرب لكرة القدم في 8 يونيو 2021 خلال مُباراة ودية أمام غانا. شارك في هذه المُباراة كأساسي، ولعب خلالها إلى غاية الدقيقة 86 من المُباراة.

## الإنجازات

### النادي
الوداد الرياضي
- البطولة الوطنية المغربية (3): 2019، 2021، 2022
- دوري أبطال أفريقيا : 2022

## وصلات خارجية
- أيوب العملود على موقع قاعدة بيانات كرة القدم.إي يو (الإنجليزية)
- أيوب العملود على موقع ناشيونال فوتبول تيمز (الإنجليزية)
- أيوب العملود على موقع Soccerway.com (الإنجليزية)
- أيوب العملود على موقع عالم كرة القدم.نت (الإنجليزية)